# Bernoullia jaliscana
Bernoullia jaliscana là một loài thực vật có hoa trong họ Cẩm quỳ. Loài này được Miranda & McVaugh mô tả khoa học đầu tiên năm 1962.